# Wuyang, Guangdong
Wuyang är en köping i sydöstra Kina. Den ligger i Wuchuan i staden Zhanjiang i provinsen Guangdong, omkring 330 kilometer sydväst om provinshuvudstaden Guangzhou. Antalet invånare är 80 519. Befolkningen består av 39 365 kvinnor och 41 154 män. Barn under 15 år utgör 26,0 %, vuxna 15-64 år 63 %, och äldre över 65 år 9,0 %.